# Гречанівка (Баштанський район)
Греча́нівка (до другої пол. XIX ст. — Івано-Петрівське, Івано-Петрівка) — село в Україні, у Горохівській сільській громаді Баштанського району Миколаївської області. Засноване в кінці 18 століття. Населення становить 38 осіб.

## Населення

### Мова
Розподіл населення за рідною мовою за даними перепису 2001 року:
| Мова       | Кількість | Відсоток |
| ---------- | --------- | -------- |
| українська | 31        | 81.58%   |
| російська  | 7         | 18.42%   |
| Усього     | 38        | 100%     |